# الألعاب الأولمبية الصيفية العالمية للأولمبياد الخاص 2023
الألعاب العالمية الصيفية للأولمبياد الخاص 2023 (بالإنجليزية: 2023 Special Olympics World Summer Games) والمعروفة رسميًا باسم الألعاب العالمية للأولمبياد الخاص السادسة عشرة (بالإنجليزية: XVI Special Olympic World Games) أو الألعاب العالمية للأولمبياد الخاص برلين 2023 (الألمانية: Special Olympics Weltspiele 2023)، كانت دورة الألعاب الأولمبية الصيفية الخاصة السادسة عشر. أقيمت الألعاب الأولمبية الخاصة في برلين بألمانيا، واستمرت لمدة تسعة أيام، من 17 إلى 25 يونيو 2023. كانت هذه هي المرة الأولى التي تستضيف فيها ألمانيا الألعاب العالمية للأولمبياد الخاص. تنافس حوالي 6،500 رياضي وشريك موحد من حوالي 178 دولة في 26 رياضة، بدعم من 3،000 مدرب و18،000 متطوع.

## اختيار المضيف
تم فتح عملية تقديم العطاءات في نوفمبر 2017. تم اختيار برلين، ألمانيا، كمدينة مضيفة في 13 نوفمبر 2018 في مؤتمر الرياضيين العالمي في سانتو دومينغو، جمهورية الدومينيكان. في 30 يناير 2020، تم تأكيد برلين رسميًا كمدينة مضيفة للألعاب.

## الأماكن
أقيمت الفعاليات في خمسة عشر مكانًا:
- حديقة أوليمبيابارك برلين[الإنجليزية]
  - الملعب الأولمبي (حفل الافتتاح)
  - أغسطس-بير-بلاتز (كرة الصالات)
  - التزلج على الجليد
  - هانز براون ستاديون (ألعاب القوى)
  - ملعب الهوكي
  - هورست-كوربر-سبورتسنتروم (كرة اليد)
  - مايفيلد[الإنجليزية] (كرة القدم)
  - ريت كلوب أم أولمبيا بارك (الفروسية)
- معرض برلين (كرة الريشة، كرة السلة، البوتشي، الجمباز الفني، الجمباز الإيقاعي، الجودو، رفع الأثقال، تنس الطاولة، الكرة الطائرة)
- نادي براندنبورغ برلين (تنس)
- نيبتونبرونين[الإنجليزية] (كرة السلة 3x3)
- شارع 17. جوني[الإنجليزية] (ركوب الدراجات، حفل الختام)
- شاطئ ميتي (كرة الطائرة الشاطئية)
- مركز السباحة والغطس في يوروباسبورت بارك (SSE) (السباحة)
- وانسي (الإبحار)
- عالم البولينج في مرسيدس بلاتز (البولينج)
- دورة التجديف غروناو (الكاياك والسباحة في المياه المفتوحة)
- نادي باد سارو للجولف (الجولف)

## الألعاب

### الاحتفالات

#### حفل الافتتاح

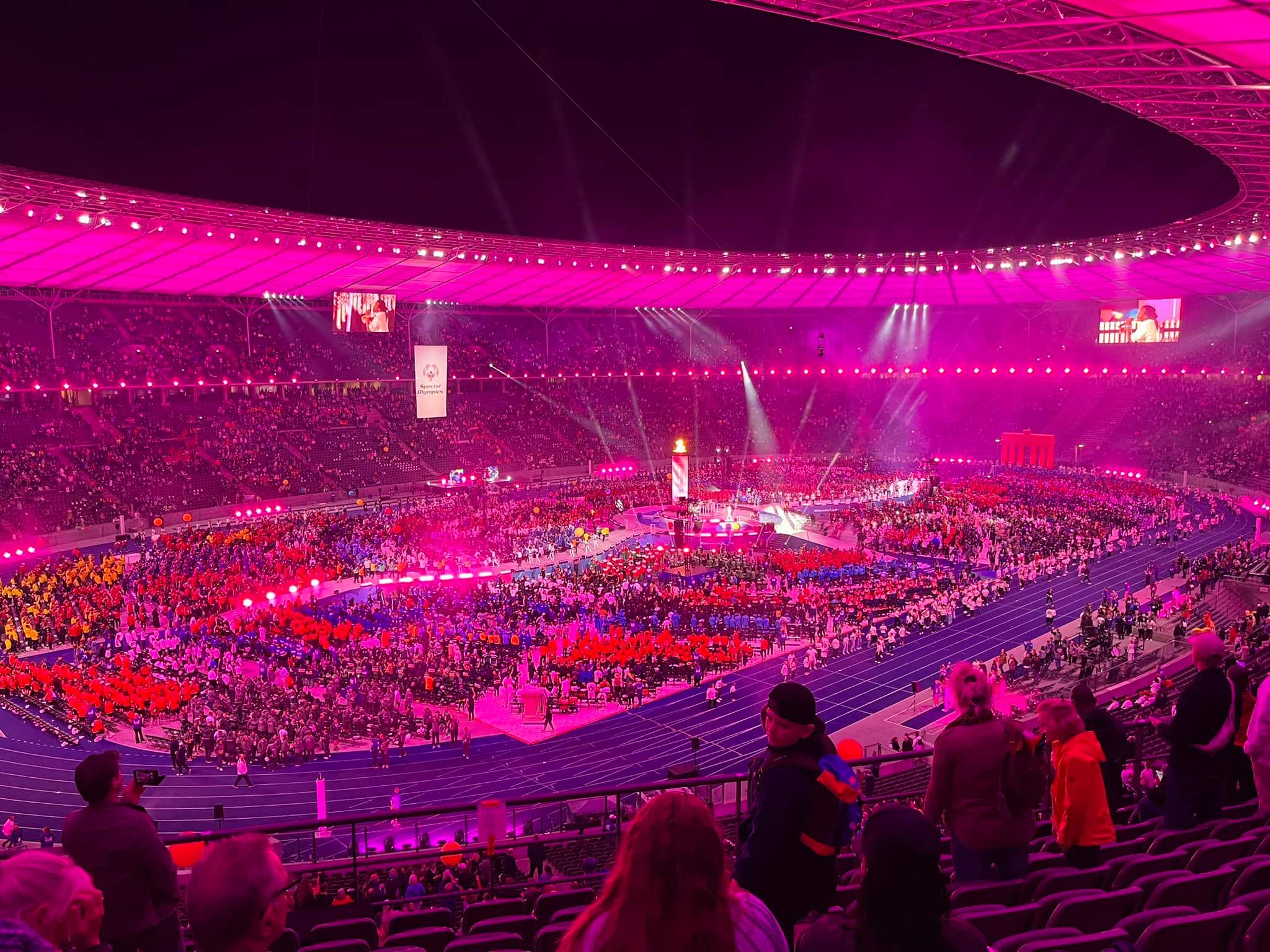
حفل الافتتاح

أقيم حفل الافتتاح في الملعب الأولمبي في 17 يونيو 2023. افتتح الرئيس الألماني فرانك فالتر شتاينماير الألعاب رسميًا. وشارك في الحفل أيضًا رئيس الأولمبياد الخاص تيموثي شرايفر، والمستشار الألماني أولاف شولتز، ورئيس بلدية برلين كاي فيجنر، والرياضيين الأوليمبيين السابقين ديرك نوفيتسكي وفيليكس نيورويتر. تم إضاءة الشعلة من قبل لاعبة التنس الخاصة للألعاب الأولمبية صوفي رينسمان. شاركت فرقة بلو مان في عرضين موسيقيين خلال الحفل.

#### حفل الختام
أقيم حفل الاختتام في شارع 17. جوني أمام بوابة براندنبورغ في 25 يونيو 2023.

### الرياضات
أقيمت المسابقات في 26 رياضة كالتالي:
| الألعاب الأولمبية الصيفية العالمية للأولمبياد الخاص 2023 |
| --- |
| - الرياضات المائية - السباحة في المياه المفتوحة () - سباحة () - ألعاب قوى () - كرة ريشة () - كرة السلة () - كرة السلة 3x3 () - الكرة الطائرة الشاطئية () - بوتشي () - بولينج () - ركوب الدراجات () - فروسية () - هوكي الحقل () - كريكت () - كرة القدم () - كرة الصالات () - غولف () - الجمباز - الجمباز الفني () - الجمباز الإيقاعي () - كرة اليد () - جودو () - Canoeing (slalom) () - رياضة القوة () - التزلج على الجليد () - سباقات اليخوت ‏ () - كرة الطاولة () - كرة المضرب () - الكرة الطائرة () |

ظهرت رياضة كرة السلة 3x3 لأول مرة في الألعاب الأولمبية الخاصة، كما تم تقديم رياضة الهوكي على الحقل كرياضة استعراضية.

### الميداليات
كُرِّم الفائزون الثلاثة الأوائل في كل مسابقة بميداليات ذهبية وفضية وبرونزية، بينما حصل الفائزون من المركز الرابع إلى الثامن على شرائط مطبوعة عليها أسماء مراكزهم. وقُدِّمت أكثر من 4000 ميدالية و6600 شريط توزيع جوائز في 1334 حفل توزيع جوائز.

#### جدول الميداليات
بخلاف الألعاب الأولمبية والبارالمبية، لا يُقدّم الأولمبياد الخاص جدول ميداليات رسمي، إذ يُفترض ألا يكون هناك تنافس بين الدول. إلى جانب الميداليات وشرائط تحديد المراكز، مُنح المشاركون الذين استُبعدوا أو لم يُكملوا منافساتهم شرائط مشاركة لتعزيز الروح الرياضية.
  *   البلد المضيف ( ألمانيا)
| المرتبة | فريق                        | ذهبية | فضية | برونزية | المجموع |
| ------- | --------------------------- | ----- | ---- | ------- | ------- |
| 1       | الهند                       | 100   | 100  | 100     | 300     |
| 2       | ألمانيا*                    | 79    | 72   | 96      | 247     |
| 3       | الصين                       | 56    | 36   | 27      | 119     |
| 4       | بريطانيا العظمى             | 49    | 36   | 18      | 103     |
| 5       | كندا                        | 46    | 20   | 29      | 95      |
| 6       | هونغ كونغ                   | 39    | 25   | 12      | 76      |
| 7       | بلجيكا                      | 34    | 29   | 17      | 80      |
| 8       | الولايات المتحدة            | 32    | 45   | 33      | 110     |
| 9       | المجر                       | 30    | 26   | 16      | 72      |
| 10      | بنغلاديش                    | 25    | 4    | 5       | 34      |
| 11      | اليونان                     | 24    | 15   | 24      | 63      |
| 12      | إيطاليا                     | 23    | 29   | 24      | 76      |
| 13      | كوستاريكا                   | 23    | 28   | 37      | 88      |
| 14      | سويسرا                      | 23    | 22   | 10      | 55      |
| 15      | كوريا الجنوبية              | 23    | 21   | 16      | 60      |
| 16      | فنلندا                      | 23    | 18   | 13      | 54      |
| 17      | جمهورية أيرلندا             | 22    | 19   | 30      | 71      |
| 18      | ليتوانيا                    | 22    | 11   | 4       | 37      |
| 19      | الإمارات العربية المتحدة    | 19    | 21   | 26      | 66      |
| 20      | رومانيا                     | 18    | 18   | 7       | 43      |
| 21      | بورتوريكو                   | 18    | 17   | 12      | 47      |
| 22      | هولندا                      | 17    | 16   | 28      | 61      |
| 23      | باراغواي                    | 17    | 14   | 12      | 43      |
| 24      | النرويج                     | 16    | 22   | 12      | 50      |
| 25      | مصر                         | 16    | 13   | 22      | 51      |
| 26      | تايبيه الصينية              | 16    | 13   | 10      | 39      |
| 27      | مالطا                       | 16    | 11   | 5       | 32      |
| 28      | بولندا                      | 15    | 26   | 16      | 57      |
| 29      | أستراليا                    | 15    | 22   | 26      | 63      |
| 30      | ماكاو                       | 15    | 12   | 8       | 35      |
| 31      | كينيا                       | 15    | 4    | 6       | 25      |
| 32      | آيسلندا                     | 14    | 16   | 13      | 43      |
| 33      | السويد                      | 14    | 7    | 12      | 33      |
| 34      | النمسا                      | 13    | 16   | 16      | 45      |
| 35      | المكسيك                     | 13    | 8    | 11      | 32      |
| 36      | فنزويلا                     | 11    | 12   | 16      | 39      |
| 37      | باكستان                     | 10    | 20   | 18      | 48      |
| 38      | سلوفاكيا                    | 10    | 16   | 13      | 39      |
| 39      | إسبانيا                     | 10    | 13   | 15      | 38      |
| 40      | تايلاند                     | 10    | 11   | 5       | 26      |
| 41      | كازاخستان                   | 10    | 10   | 14      | 34      |
| 42      | جنوب إفريقيا                | 10    | 9    | 7       | 26      |
| 43      | إسرائيل                     | 10    | 8    | 8       | 26      |
| 44      | إندونيسيا                   | 10    | 5    | 8       | 23      |
| 45      | ساحل العاج                  | 10    | 5    | 6       | 21      |
| 46      | الدنمارك                    | 9     | 19   | 15      | 43      |
| 47      | إستونيا                     | 9     | 14   | 13      | 36      |
| 48      | اليابان                     | 9     | 7    | 10      | 26      |
| 49      | جامايكا                     | 9     | 5    | 4       | 18      |
| 50      | قبرص                        | 8     | 14   | 9       | 31      |
| 51      | جمهورية التشيك              | 8     | 12   | 6       | 26      |
| 52      | البرتغال                    | 8     | 11   | 8       | 27      |
| 53      | السعودية                    | 8     | 6    | 10      | 24      |
| 54      | موناكو                      | 8     | 6    | 5       | 19      |
| 55      | جمهورية الدومينيكان         | 8     | 4    | 2       | 14      |
| 56      | السلفادور                   | 7     | 15   | 9       | 31      |
| 57      | الإكوادور                   | 7     | 11   | 11      | 29      |
| 58      | الكويت                      | 7     | 9    | 4       | 20      |
| 59      | سوريا                       | 7     | 8    | 10      | 25      |
| 60      | البرازيل                    | 7     | 8    | 9       | 24      |
| 61      | ليبيا                       | 7     | 6    | 9       | 22      |
| 62      | صربيا                       | 7     | 6    | 6       | 19      |
| 63      | بنما                        | 7     | 4    | 8       | 19      |
| 64      | الأردن                      | 7     | 3    | 10      | 20      |
| 65      | فلسطين                      | 7     | 2    | 2       | 11      |
| 66      | عمان                        | 6     | 9    | 14      | 29      |
| 67      | سلوفينيا                    | 6     | 8    | 4       | 18      |
| 68      | بلغاريا                     | 6     | 5    | 9       | 20      |
| 69      | بوليفيا                     | 6     | 5    | 6       | 17      |
| 70      | أذربيجان                    | 6     | 4    | 13      | 23      |
| 71      | تشيلي                       | 6     | 4    | 4       | 14      |
| 72      | مالاوي                      | 6     | 2    | 3       | 11      |
| 72      | البحرين                     | 6     | 2    | 3       | 11      |
| 74      | سنغافورة                    | 6     | 2    | 2       | 10      |
| 75      | نيوزيلندا                   | 5     | 17   | 12      | 34      |
| 76      | أوزبكستان                   | 5     | 13   | 14      | 32      |
| 77      | غواتيمالا                   | 5     | 10   | 7       | 22      |
| 78      | فرنسا                       | 5     | 9    | 11      | 25      |
| 79      | أوكرانيا                    | 5     | 9    | 7       | 21      |
| 80      | كولومبيا                    | 5     | 9    | 6       | 20      |
| 81      | ترينيداد وتوباغو            | 5     | 7    | 8       | 20      |
| 82      | جبل طارق                    | 5     | 7    | 4       | 16      |
| 83      | لوكسمبورغ                   | 5     | 5    | 7       | 17      |
| 84      | جزر فارو                    | 5     | 5    | 5       | 15      |
| 85      | هندوراس                     | 5     | 3    | 6       | 14      |
| 86      | سانت كيتس ونيفيس            | 5     | 0    | 3       | 8       |
| 87      | بوركينا فاسو                | 4     | 6    | 5       | 15      |
| 88      | ماليزيا                     | 4     | 5    | 9       | 18      |
| 89      | المغرب                      | 4     | 5    | 3       | 12      |
| 90      | جزيرة مان                   | 4     | 4    | 10      | 18      |
| 91      | العراق                      | 4     | 4    | 4       | 12      |
| 92      | لاتفيا                      | 4     | 3    | 2       | 9       |
| 93      | ناورو                       | 4     | 2    | 2       | 8       |
| 94      | الفلبين                     | 4     | 1    | 1       | 6       |
| 95      | الأوروغواي                  | 3     | 12   | 9       | 24      |
| 96      | فيجي                        | 3     | 6    | 6       | 15      |
| 97      | سان مارينو                  | 3     | 6    | 3       | 12      |
| 98      | بيرو                        | 3     | 6    | 2       | 11      |
| 99      | الأرجنتين                   | 3     | 5    | 2       | 10      |
| 100     | تونس                        | 3     | 5    | 1       | 9       |
| 101     | السنغال                     | 3     | 4    | 5       | 12      |
| 102     | أندورا                      | 3     | 3    | 5       | 11      |
| 103     | كوبا                        | 3     | 3    | 2       | 8       |
| 104     | بنين                        | 3     | 2    | 7       | 12      |
| 105     | إيران                       | 3     | 1    | 5       | 9       |
| 106     | زامبيا                      | 3     | 1    | 1       | 5       |
| 107     | جورجيا                      | 3     | 0    | 1       | 4       |
| 108     | منغوليا                     | 2     | 6    | 6       | 14      |
| 109     | موريشيوس                    | 2     | 6    | 5       | 13      |
| 110     | سورينام                     | 2     | 5    | 13      | 20      |
| 111     | تركمانستان                  | 2     | 5    | 4       | 11      |
| 112     | بوتسوانا                    | 2     | 4    | 1       | 7       |
| 113     | جزر كايمان                  | 2     | 3    | 8       | 13      |
| 114     | لبنان                       | 2     | 3    | 5       | 10      |
| 115     | سيشل                        | 2     | 2    | 5       | 9       |
| 116     | زيمبابوي                    | 2     | 2    | 4       | 8       |
| 117     | ليختنشتاين                  | 2     | 2    | 3       | 7       |
| 118     | أروبا                       | 2     | 2    | 2       | 6       |
| 118     | كوراساو                     | 2     | 2    | 2       | 6       |
| 120     | أوغندا                      | 2     | 2    | 1       | 5       |
| 121     | برمودا                      | 2     | 1    | 7       | 10      |
| 122     | تركيا                       | 2     | 1    | 2       | 5       |
| 122     | تيمور الشرقية               | 2     | 1    | 2       | 5       |
| 124     | بونير                       | 2     | 1    | 0       | 3       |
| 124     | بوتان                       | 2     | 1    | 0       | 3       |
| 126     | كرواتيا                     | 2     | 0    | 4       | 6       |
| 127     | المالديف                    | 2     | 0    | 1       | 3       |
| 128     | طاجيكستان                   | 2     | 0    | 0       | 2       |
| 128     | أرمينيا                     | 2     | 0    | 0       | 2       |
| 130     | نيكاراغوا                   | 1     | 4    | 2       | 7       |
| 131     | غوادلوب                     | 1     | 2    | 5       | 8       |
| 132     | ألبانيا                     | 1     | 2    | 2       | 5       |
| 132     | هايتي                       | 1     | 2    | 2       | 5       |
| 132     | مقدونيا                     | 1     | 2    | 2       | 5       |
| 135     | غيانا                       | 1     | 2    | 1       | 4       |
| 135     | ناميبيا                     | 1     | 2    | 1       | 4       |
| 137     | البوسنة والهرسك             | 1     | 1    | 3       | 5       |
| 138     | كوسوفو                      | 1     | 1    | 1       | 3       |
| 138     | فيتنام                      | 1     | 1    | 1       | 3       |
| 138     | رواندا                      | 1     | 1    | 1       | 3       |
| 141     | أنتيغوا وباربودا            | 1     | 0    | 2       | 3       |
| 142     | مالي                        | 1     | 0    | 0       | 1       |
| 142     | غينيا                       | 1     | 0    | 0       | 1       |
| 142     | الكاميرون                   | 1     | 0    | 0       | 1       |
| 145     | الجزائر                     | 0     | 9    | 10      | 19      |
| 146     | سانت فينسنت والغرينادين     | 0     | 4    | 2       | 6       |
| 147     | دومينيكا                    | 0     | 4    | 1       | 5       |
| 148     | جزر البهاما                 | 0     | 3    | 1       | 4       |
| 149     | جنوب السودان                | 0     | 2    | 2       | 4       |
| 149     | بابوا غينيا الجديدة         | 0     | 2    | 2       | 4       |
| 151     | بليز                        | 0     | 2    | 1       | 3       |
| 151     | قطر                         | 0     | 2    | 1       | 3       |
| 153     | غانا                        | 0     | 1    | 2       | 3       |
| 153     | توغو                        | 0     | 1    | 2       | 3       |
| 155     | كمبوديا                     | 0     | 1    | 1       | 2       |
| 155     | ليسوتو                      | 0     | 1    | 1       | 2       |
| 155     | الجبل الأسود                | 0     | 1    | 1       | 2       |
| 155     | ساموا                       | 0     | 1    | 1       | 2       |
| 159     | لاوس                        | 0     | 1    | 0       | 1       |
| 159     | سانت لوسيا                  | 0     | 1    | 0       | 1       |
| 159     | مولدوفا                     | 0     | 1    | 0       | 1       |
| 159     | جمهورية الكونغو الديمقراطية | 0     | 1    | 0       | 1       |
| 163     | الرأس الأخضر                | 0     | 0    | 2       | 2       |
| 163     | بالاو                       | 0     | 0    | 2       | 2       |
| 163     | قرغيزستان                   | 0     | 0    | 2       | 2       |
| 166     | غامبيا                      | 0     | 0    | 1       | 1       |
| 166     | مدغشقر                      | 0     | 0    | 1       | 1       |
| 166     | إسواتيني                    | 0     | 0    | 1       | 1       |
| 166     | تنزانيا                     | 0     | 0    | 1       | 1       |
| المجموع | المجموع                     | 1439  | 1417 | 1392    | 4248    |

## التقويم
جميع الأوقات والتاريخ تستخدم التوقيت الصيفي لأوروبا الوسطى ( UTC+2 )
| OC | حفل الافتتاح | ● | المنافسات | 1 | نهائيات الميداليات الذهبية | CC | حفل الختام |

| يونيو 2023                     | يونيو 2023                     | يونيو    | يونيو    | يونيو      | يونيو       | يونيو       | يونيو     | يونيو     | يونيو    | يونيو    | عدد الأحداث    |
| يونيو 2023                     | يونيو 2023                     | 17 السبت | 18 الأحد | 19 الاثنين | 20 الثلاثاء | 21 الأربعاء | 22 الخميس | 23 الجمعة | 24 السبت | 25 الأحد | عدد الأحداث    |
| ------------------------------ | ------------------------------ | -------- | -------- | ---------- | ----------- | ----------- | --------- | --------- | -------- | -------- | -------------- |
| الحفلات الرسمية                | الحفلات الرسمية                | OC       |          |            |             |             |           |           |          | CC       | —              |
| الرياضات المائية               | السباحة في المياه المفتوحة     |          | ●        | 5          |             |             |           |           |          |          | 5              |
| الرياضات المائية               | السباحة                        |          | ●        | ●          | 14          | 9           | 7         | 9         | 5        |          | 44             |
| ألعاب القوى                    | ألعاب القوى                    |          | ●        | 12         | 34          | 19          | 15        | 10        | 6        | 1        | 97             |
| الريشة الطائرة                 | الريشة الطائرة                 |          | ●        | ●          | ●           | 3           | 3         | 2         | 2        |          | 10             |
| كرة السلة                      | كرة السلة                      |          | ●        | ●          | ●           | ●           | ●         | ●         | 4        |          | 4              |
| البوتشيا                       | البوتشيا                       |          | ●        | ●          |             | 1           | 1         | 2         | 2        |          | 6              |
| البولينج                       | البولينج                       |          | ●        | ●          | 9           | 2           | 1         | 1         | 1        |          | 14             |
| ركوب الدراجات                  | ركوب الدراجات                  |          | ●        | ●          | 5           | 2           | 2         | 2         | 1        | 1        | 13             |
| الفروسية                       | الفروسية                       |          |          | ●          | 9           | 2           | 2         | 2         | 3        | 2        | 20             |
| الهوكي الميداني                | الهوكي الميداني                |          | ●        | ●          | ●           | ●           | ●         | ●         | 1        |          | 1              |
| كرة القدم                      | كرة القدم                      |          | ●        | ●          | ●           | ●           | ●         | 2         | 2        |          | 4              |
| كرة الصالات                    | كرة الصالات                    |          |          | ●          | ●           | ●           |           | ●         | 3        |          | 3              |
| الغولف                         | الغولف                         |          |          | ●          | ●           | ●           | 5         |           |          |          | 5              |
| الجمباز الفني                  | الجمباز الفني                  |          |          |            |             |             |           | ●         | 48       |          | 48             |
| الجمباز الإيقاعي               | الجمباز الإيقاعي               | ●        | 21       | 44         | 53          | 12          |           |           |          |          | 130            |
| كرة اليد                       | كرة اليد                       |          | ●        | ●          | ●           | ●           | ●         | ●         | 2        |          | 2              |
| الجودو                         | الجودو                         |          |          | ●          | ●           |             | 6         | 6         | 6        |          | 18             |
| الكاياك                        | الكاياك                        |          |          |            |             | ●           | 4         | ●         | 5        |          | 9              |
| رفع الأثقال                    | رفع الأثقال                    |          |          | 18         | 21          | 10          | 10        | 10        | 10       |          | 79             |
| التزلج بالعجلات                | التزلج بالعجلات                |          | ●        | ●          | 11          | 2           |           | 2         | 2        |          | 17             |
| الإبحار                        | الإبحار                        |          |          | ●          | ●           |             | ●         | ●         | 3        |          | 3              |
| تنس الطاولة                    | تنس الطاولة                    |          | ●        | ●          |             | 2           | 2         | 2         | 2        |          | 8              |
| التنس                          | التنس                          |          | ●        | ●          | ●           | ●           | ●         | 8         | 6        |          | 14             |
| الكرة الطائرة الشاطئية         | الكرة الطائرة الشاطئية         |          | ●        | ●          | ●           | ●           | ●         | ●         | 2        |          | 2              |
| الكرة الطائرة                  | الكرة الطائرة                  |          | ●        | ●          | ●           | ●           | ●         | ●         | 2        |          | 2              |
| عدد الميداليات الذهبية اليومية | عدد الميداليات الذهبية اليومية |          | 21       | 79         | 156         | 64          | 58        | 58        | 113      | 4        | 553            |
| المجموع التراكمي               | المجموع التراكمي               |          | 21       | 100        | 256         | 320         | 378       | 436       | 549      | 553      | 553            |
| يونيو 2023                     | يونيو 2023                     | 17 السبت | 18 الأحد | 19 الاثنين | 20 الثلاثاء | 21 الأربعاء | 22 الخميس | 23 الجمعة | 24 السبت | 25 الأحد | إجمالي الأحداث |
| يونيو 2023                     | يونيو 2023                     | يونيو    |          |            |             |             |           |           |          |          | إجمالي الأحداث |

## البرامج الوطنية المشاركة
فيما يلي قائمة بجميع الوفود المشاركة، وعددها 178. عدد المتنافسين لكل وفد موضح بين قوسين.
| الوفود المشاركة في الألعاب الأولمبية الصيفية العالمية للأولمبياد الخاص 2023 |
| --- |
| - ألبانيا (10) - الجزائر (23) - أندورا (13) - أنتيغوا وباربودا (4) - الأرجنتين (10) - أرمينيا (4) - أروبا (17) - أستراليا (64) - النمسا (74) - أذربيجان (49) - جزر البهاما (7) - البحرين (15) - بنغلاديش (79) - بلجيكا (88) - بليز (4) - بنين (9) - برمودا (19) - بوتان (4) - بوليفيا (6) - بونير (6) - البوسنة والهرسك (25) - بوتسوانا (26) - البرازيل (25) - بلغاريا (40) - بوركينا فاسو (23) - بوروندي (3) - كمبوديا (4) - الكاميرون (2) - كندا (89) - الرأس الأخضر (3) - جزر كايمان (16) - تشيلي (38) - الصين (89) - تايبيه الصينية (66) - كولومبيا (19) - كوستاريكا (104) - كرواتيا (12) - كوبا (11) - كوراساو (11) - قبرص (35) - جمهورية التشيك (54) - جمهورية الكونغو الديمقراطية (4) - الدنمارك (68) - دومينيكا (8) - جمهورية الدومينيكان (13) - تيمور الشرقية (6) - الإكوادور (18) - مصر (65) - السلفادور (17) - إستونيا (32) - إسواتيني (2) - إثيوبيا (4) - جزر فارو (12) - فيجي (12) - فنلندا (65) - فرنسا (64) - غامبيا (2) - جورجيا (4) - ألمانيا (408) (المستضيف) - غانا (18) - جبل طارق (26) - بريطانيا العظمى (82) - اليونان (67) (Hellas) - غوادلوب (17) - غواتيمالا (30) - غينيا (2) - غينيا بيساو (2) - غيانا (3) - هايتي (6) - هندوراس (13) - هونغ كونغ (81) - المجر (77) - آيسلندا (30) - الهند (195) (بهارات) - إندونيسيا (25) - إيران (24) - العراق (24) - Ireland (73) - جزيرة مان (18) - إسرائيل (38) - إيطاليا (96) - ساحل العاج (73) - جامايكا (47) - اليابان (45) (Nippon) - الأردن (20) - كازاخستان (53) - كينيا (66) - كوسوفو (4) - الكويت (26) - قيرغيزستان (6) - لاوس (3) - لاتفيا (20) - لبنان (17) - ليسوتو (3) - ليبيا (17) - ليختنشتاين (6) - ليتوانيا (38) - لوكسمبورغ (26) - ماكاو (40) - مدغشقر (3) - مالاوي (14) - ماليزيا (22) - المالديف (6) - مالي (12) - مالطا (28) - جزر مارشال (2) - موريتانيا (5) - موريشيوس (23) - المكسيك (26) - مولدوفا (18) - موناكو (30) - الجبل الأسود (10) - منغوليا (44) - المغرب (46) - موزمبيق (3) - ناميبيا (9) - ناورو (2) - هولندا (59) - نيوزيلندا (39) - نيكاراغوا (18) - نيجيريا (3) - مقدونيا (19) - النرويج (43) - عمان (36) - باكستان (85) - بالاو (2) - فلسطين (25) - بنما (18) - بابوا غينيا الجديدة (4) - باراغواي (55) - بيرو (23) - الفلبين (8) (الفلبينيات) - بولندا (70) - البرتغال (40) - بورتوريكو (49) - قطر (6) - جمهورية الكونغو (2) - رومانيا (31) - رواندا (16) - سانت كيتس ونيفيس (14) - سانت لوسيا (11) - سانت فينسنت والغرينادين (9) - ساموا (11) - سان مارينو (14) - السعودية (84) - السنغال (30) - صربيا (60) - سيشل (10) - سنغافورة (30) - سينت مارتن (2) - سلوفاكيا (51) - سلوفينيا (26) - إسبانيا (76) - السويد (41) - سويسرا (73) - جنوب إفريقيا (63) - كوريا الجنوبية (104) - جنوب السودان (3) - سورينام (17) - سوريا (16) - طاجيكستان (4) - تنزانيا (20) - تايلاند (35) - توغو (6) - ترينيداد وتوباغو (16) - تونس (17) - تركيا (11) - تركمانستان (11) - أوغندا (29) - أوكرانيا (23) - الإمارات العربية المتحدة (101) - الولايات المتحدة (128) - الأوروغواي (58) - أوزبكستان (23) - فنزويلا (21) - فيتنام (6) - زامبيا (9) - زيمبابوي (12) |

## التسويق

### الشعار، العلامة التجارية، والشعارات
تم الكشف عن الشعار والشعار الرئيسي في 14 ديسمبر 2021، في استوديو سكاي ألمانيا. تم تصميم الشعار، الذي يجمع بين الألوان الصلبة وصور برلين، بمساعدة رياضيي الأولمبياد الخاص. خلال ورشة العمل، شاركوا أفكارهم ومشاعرهم حول الألعاب والاندماج. وقد اختار المشاركون قائمة المشاعر التي سيتم دمجها في الشعار، والتي يتم تمثيلها من خلال الأشكال والألوان الخمسة الرئيسية للشعار، وهي الفرح، والتجمع، والإثارة، والفخر، والعاطفة. بالإضافة إلى ذلك، يتم استخدام الرموز المميزة لبرلين للترحيب بالرياضيين والزوار للمدينة. يمكن العثور على الدب البرليني، باللون الأخضر، على شعار النبالة الخاص بالمدينة. ورأى مصممو الشعارات أيضًا أنه من المهم تكريم قدرة برلين على التغلب على ماضي الانفصال والعزلة بعد تقسيم المدينة في نهاية الحرب العالمية الثانية. تحتفل بوابة براندنبورغ باللون الأحمر وبرج التلفزيون باللون الفوشيا بالمدينة الموحدة وبرلين عاصمة لألمانيا الواحدة. بشكل عام، تم إنشاء الشعار لإثارة الشعور بالوحدة والتنوع والمرح والاتصال. يمثل الشعار #UnbeatableTogether أو بالألمانية #ZusammenUnschlagbar الترابط والتغلب على الحدود بشكل جماعي، وهي العناصر الرئيسية للشعار.

## وصلات خارجية
- الموقع الرسمي (بالألمانية)